# قصر صدستون
قصر صدستون هو قصر تاريخي يعود إلى عصر أخمينيون، ويقع في مرودشت.